# Amiran Skhiereli
Amiran Skhiereli (in georgiano ამირან სხიერელი?; in russo Амиран Схиерели?, Amiran Schiereli; Oni, 21 gennaio 1941 – 18 maggio 2019) è stato un cestista sovietico.

## Carriera
Con l'Unione Sovietica ha disputato i Campionati europei del 1965.

## Palmarès
- Campionato sovietico: 1

Dinamo Tbilisi: 1967-1968